# Tsuchiya Masatsugu
 (septembre 2019).
Si vous disposez d'ouvrages ou d'articles de référence ou si vous connaissez des sites web de qualité traitant du thème abordé ici, merci de compléter l'article en donnant les références utiles à sa vérifiabilité et en les liant à la section « Notes et références ».
Tsuchiya Masatsugu (土屋 昌 次, né en 1544, mort le 9 juillet 1575) était un serviteur du clan Takeda durant l'époque Sengoku de l'histoire japonaise.
Avec la mort de Kanamaru Torayoshi, père légitime de Masatsugu, il commença à servir sous le commandement de Takeda Shingen avec une telle ferveur qu'il fut considéré comme l'un des 24 généraux de Shingen Takeda. Masatsugu participa activement à toutes les batailles de son maître, se faisant notamment remarquer lors de la quatrième bataille de Kawanakajima en 1561, où il servit comme commandant de l'unité de cavalerie du clan Takeda qui devint si célèbre. Avec la mort de Shingen en 1573, Masatsugu songea à mettre un terme à sa vie après avoir perdu son maître mais Kōsaka Masanobu le persuada de continuer à lutter pour le clan Takeda.
Pendant la bataille de Nagashino en 1575, Masatsugu fut l'un des principaux commandants de la cavalerie où les troupes affrontèrent les arquebusiers d'Oda Nobunaga. Masatsugu avec d'autres grands généraux et de nombreux éléments de ses troupes furent tués dans cet affrontement, considéré comme un tournant dans les méthodes de la guerre au Japon avec l'utilisation accrue d'armes à feu.
Bien que Masatsugu ait eu trois enfants, ils furent tous tués pendant l'invasion de la province de Kai en 1582, mettant ainsi un terme à sa lignée.